# Rajd Monte Carlo 1987
Rajd Monte Carlo 1987 (55. Rallye Automobile de Monte-Carlo) – rajd samochodowy rozgrywany w Monaco od 17 do 22 stycznia 1987 roku. Była to pierwsza runda Rajdowych Mistrzostw Świata w roku 1987. Rajd został rozegrany na asfalcie i śniegu. 

## Zwycięzcy odcinków specjalnych[2]
| Etap | Data        | OS                        | Godzina                   | Nazwa                               | Długość                   | Zwycięzca                   | Czas                      | Śred. pręd                | Lider rajdu    |
| ---- | ----------- | ------------------------- | ------------------------- | ----------------------------------- | ------------------------- | --------------------------- | ------------------------- | ------------------------- | -------------- |
| 1    | 17 stycznia | Wspólna jazda do Grenoble | Wspólna jazda do Grenoble | Wspólna jazda do Grenoble           | Wspólna jazda do Grenoble | Wspólna jazda do Grenoble   | Wspólna jazda do Grenoble | Wspólna jazda do Grenoble | -              |
|      |             |                           |                           |                                     |                           |                             |                           |                           | -              |
| 2    | 18 stycznia | 1                         | 14:33                     | l'Alpe d'Huez                       | 2,11 km                   | Bruno Saby                  | 1:35                      | 79,86 km/h                | Bruno Saby     |
| 2    | 18 stycznia | 2                         | 15:06                     | Col d'Ornon                         | 13,07 km                  | Juha Kankkunen Miki Biasion | 9:13                      | 85,08 km/h                | Bruno Saby     |
| 2    | 18 stycznia | 3                         | 15:56                     | Les Egats - Saint-Luce              | 13,50 km                  | Odcinek odwołany            | Odcinek odwołany          | Odcinek odwołany          | Bruno Saby     |
| 2    | 18 stycznia | 4                         | 16:50                     | Prunières - La Motte-Saint-Martin   | 19,30 km                  | Miki Biasion                | 14:26                     | 81,48 km/h                | Miki Biasion   |
| 2    | 18 stycznia | 5                         | 18:43                     | Le-Sappey-en-Chartreuse             | 24,64 km                  | Ingvar Carlsson             | 17:52                     | 82,75 km/h                | Miki Biasion   |
|      |             |                           |                           |                                     |                           |                             |                           |                           | Miki Biasion   |
| 3    | 19 stycznia | 6                         | 9:33                      | Saint-Jean-en-Royans                | 32,19 km                  | Miki Biasion                | 21:25                     | 90,18 km/h                | Miki Biasion   |
| 3    | 19 stycznia | 7                         | 12:31                     | Lalouvesc - Saint-Pierre-sur-Doux   | 18,60 km                  | Bruno Saby                  | 14:30                     | 76,97 km/h                | Miki Biasion   |
| 3    | 19 stycznia | 8                         | 13:04                     | Saint-Bonnet-le-Froid               | 26,15 km                  | Miki Biasion Bruno Saby     | 17:34                     | 89,32 km/h                | Miki Biasion   |
| 3    | 19 stycznia | 9                         | 15:03                     | Le Moulinon                         | 30,18 km                  | Bruno Saby                  | 28:43                     | 63,06 km/h                | Miki Biasion   |
| 3    | 19 stycznia | 10                        | 16:27                     | Burzet                              | 27,65 km                  | Bruno Saby                  | 20:39                     | 80,34 km/h                | Bruno Saby     |
| 3    | 20 stycznia | 11                        | 9:03                      | Saint-Maurice-d'Ibie - Saint-Montan | 30,67 km                  | Juha Kankkunen              | 28:52                     | 63,75 km/h                | Bruno Saby     |
| 3    | 20 stycznia | 12                        | 11:14                     | Saint-Léger-du-Ventoux              | 17,09 km                  | Kalle Grundel               | 10:44                     | 95,53 km/h                | Miki Biasion   |
| 3    | 20 stycznia | 13                        | 12:30                     | Col de Perty                        | 20,62 km                  | Juha Kankkunen              | 14:59                     | 82,57 km/h                | Juha Kankkunen |
| 3    | 20 stycznia | 14                        | 13:10                     | Col du Reychasset                   | 31,17 km                  | Miki Biasion                | 24:53                     | 75,16 km/h                | Juha Kankkunen |
| 3    | 20 stycznia | 15                        | 15:11                     | Col de Grimone                      | 13,57 km                  | Juha Kankkunen              | 8:54                      | 91,48 km/h                | Juha Kankkunen |
| 3    | 20 stycznia | 16                        | 16:26                     | Les Channaux                        | 18,60 km                  | Juha Kankkunen              | 14:31                     | 76,88 km/h                | Juha Kankkunen |
| 3    | 21 stycznia | 17                        | 7:33                      | Chorges - Embrun                    | 25,14 km                  | Walter Röhrl                | 18:41                     | 80,74 km/h                | Juha Kankkunen |
| 3    | 21 stycznia | 18                        | 9:16                      | Col des Garcinets                   | 22,82 km                  | Miki Biasion                | 18:41                     | 73,28 km/h                | Juha Kankkunen |
| 3    | 21 stycznia | 19                        | 10:29                     | Sisteron                            | 32,19 km                  | Walter Röhrl                | 26:46                     | 72,17 km/h                | Juha Kankkunen |
| 3    | 21 stycznia | 20                        | 13:04                     | Trigance - Cheauvieux               | 28,16 km                  | Walter Röhrl                | 21:00                     | 80,46 km/h                | Juha Kankkunen |
| 3    | 21 stycznia | 21                        | 14:11                     | Le Mas - Aiglun                     | 30,67 km                  | Miki Biasion                | 25:56                     | 70,96 km/h                | Juha Kankkunen |
|      |             |                           |                           |                                     |                           |                             |                           |                           | Juha Kankkunen |
| 3    | 22 stycznia | 22                        | 10:23                     | Col de la Madone                    | 18,11 km                  | Juha Kankkunen              | 18:03                     | 60,20 km/h                | Juha Kankkunen |
| 3    | 22 stycznia | 23                        | 11:44                     | Col de Turini                       | 22,53 km                  | Miki Biasion                | 20:16                     | 66,70 km/h                | Juha Kankkunen |
| 3    | 22 stycznia | 24                        | 13:08                     | Col de la Couillole                 | 22,13 km                  | Walter Röhrl                | 16:07                     | 82,39 km/h                | Juha Kankkunen |
| 3    | 22 stycznia | 25                        | 14:38                     | Annot - Pont de Villaron            | 23,63 km                  | Walter Röhrl                | 17:21                     | 81,72 km/h                | Juha Kankkunen |
| 3    | 22 stycznia | 26                        | 16:24                     | Col de Saint-Raphaël                | 28,66 km                  | Walter Röhrl                | 23:37                     | 72,81 km/h                | Miki Biasion   |

| Zwycięzcy OS-ów | Zwycięzcy OS-ów |
| Kierowca        | Ilość           |
| --------------- | --------------- |
| Miki Biasion    | 8               |
| Juha Kankkunen  | 6               |
| Walter Röhrl    | 6               |
| Bruno Saby      | 5               |
| Ingvar Carlsson | 1               |
| Kalle Grundel   | 1               |

## Wyniki końcowe rajdu[1]
| Msc. | Kierowca          | Pilot                 | Samochód            | Czas       | Strata   | Grupa | Punkty |
| ---- | ----------------- | --------------------- | ------------------- | ---------- | -------- | ----- | ------ |
| 1.   | Massimo Biasion   | Tiziano Siviero       | Lancia Delta HF 4WD | 7h 39m 50s |          | A8    | 20     |
| 2.   | Juha Kankkunen    | Juha Piironen         | Lancia Delta HF 4WD |            | +59s     | A8    | 15     |
| 3.   | Walter Rohrl      | Christian Geistdorfer | Audi 200 quattro    |            | +4m 10s  | A8    | 12     |
| 4.   | Ingvar Carlsson   | Per Carlsson          | Mazda 323 4WD       |            | +15m 55s | A8    | 10     |
| 5.   | Kenneth Eriksson  | Peter Diekmann        | Volkswagen Golf GTI |            | +28m 19s | A6/7  | 8      |
| 6.   | Jean Ragnotti     | Pierre Thimonier      | Renault 11 Turbo    |            | +33m 26s | A6/7  | 6      |
| 7.   | Erwin Weber       | Matthias Feltz        | Volkswagen Golf GTI |            | +36m 07s | A6/7  | 4      |
| 8.   | Francois Chatriot | Michel Perin          | Renault 11 Turbo    |            | +37m 14s | A6/7  | 3      |
| 9.   | Bertrand Balas    | Eric Laine            | Lancia Delta HF 4WD |            | +38m 29s | N4    | 2      |
| 10.  | Per Eklund        | David Whittock        | Subaru RX Turbo     |            | +41m 17s | A8    | 1      |

## Klasyfikacja po 1 rundzie
Tabele przedstawiają tylko pięć pierwszych miejsc.

### Kierowcy
| Lp. | Kierowca         | Pkt |
| --- | ---------------- | --- |
| 1   | Miki Biasion     | 20  |
| 2   | Juha Kankkunen   | 15  |
| 3   | Walter Röhrl     | 12  |
| 4   | Ingvar Carlsson  | 10  |
| 5   | Kenneth Eriksson | 8   |

### Producenci
| Lp. | Producent  | Pkt |
| --- | ---------- | --- |
| 1   | Lancia     | 20  |
| 2   | Audi       | 14  |
| 3   | Mazda      | 12  |
| 4   | Volkswagen | 10  |
| 5   | Renault    | 8   |